# Trivia antillarum
Trivia antillarum är en snäckart. Trivia antillarum ingår i släktet Trivia och familjen Triviidae. Inga underarter finns listade i Catalogue of Life.